# Информационное агентство Тренд
Информационное агентство Тренд (азерб. Trend İnformasiya Agentliyi) — азербайджанское информационное агентство.

## История
Агентство было основано в 1995 году как частное информационное агентство. Основатель — Эльмар Гусейнов.
В 2010 году агентство было избрано членом Организации информационных агентств стран Азии и Тихого океана (OANA). В 2013 году стало первым агентством Азербайджана, присоединившимся к Всемирной новостной и газетной ассоциации (WAN-IFRA).
9 января 2025 года фотограф Агентства Заур Мустафаев получил награду Министерства молодёжи и спорта Азербайджана «Лучший спортивный фотограф 2024 года».
С января 2025 года Агентство осуществляет совместный проект с Государственным комитетом по работе с диаспорой Азербайджана по созданию информационных порталов среди диаспоры Азербайджана в различных странах. Порталы являются СМИ стран, где они зарегистрированы. На февраль 2025 года готовы к запуску 10 СМИ в Европе и иных странах.
Совместно с турецким информационным агентством Demiroren (DHA) реализуется проект DHApress.com.

## Описание
Освещает деятельность Каспийского региона, Южного Кавказа и Центральной Азии. Публикует аналитические отчёты и статьи по темам политики, экономики и энергетики.
Выпускает материалы на азербайджанском, английском, персидском, русском и турецком языках.

## Генеральные директоры
- Ингилаб Ахмедов[азерб.] (1995—2005)[9]
- Ильгар Гусейнов (2004—н. в.)[4]

## Главные редакторы
- Илаха Мамедли (до 11 марта 2019)
- Руфиз Хафизоглы (до 3 сентября 2021)[10]
- Эмин Алиев (с 3 сентября 2021)[10]

## Награды
- «Лучшая компанией в сфере СМИ» (Азербайджан, 2006)[4]
- Brand Award Azerbaijan в номинации «Агентство эксклюзивной информации года» (2008)[4]
- Почётная грамота Правительства Российской Федерации (15 июня 2009) — «за большой вклад в сохранение русского языка и культуры, развитие единого мирового русскоязычного информационного пространства, поддержание и укрепление гуманитарных связей с соотечественниками за рубежом»[11].
- «Динамично развивающийся ресурс в Евразии» от Евразийской академии телевидения и радио (2008)[4]
- «Лидирующее региональное СМИ среди медиа стран Каспийского моря и Центральной Азии 2024 года» (по данным платформы «Медиалогия», ноябрь 2024)[12]